# Jindřich Heisler
Jindřich Heisler, född 1 september 1914 i Chrast i dåvarande Österrike-Ungern, nuvarande Tjeckien, död 4 januari 1953 i Paris, var en tjeckisk poet och bildkonstnär knuten till surrealismen. Han är inte översatt till svenska (år 2021), men finns delvis på franska, tyska och engelska. Han deltog annars som bildkonstnär i den svenska vandringsutställningen Surrealism? (1970). En större samlingsvolym av hans poesi och bildkonst utkom i Prag 1999. I samband med en separatutställning på Art Institute of Chicago 2012 utgavs monografin Jindřich Heisler : surrealism under pressure, 1938-1953, främst över hans verk som bildkonstnär.

## Biografi

### Den tjeckiska surrealistgruppen
1938 anslöt sig Jindřich Heisler till den fyra år gamla surrealistgruppen i Tjeckoslovakien, vilken hade anseende om sig som en av de livaktigaste utanför Frankrike. Samma år ville dock en framträdande medlem som Vítězslav Nezval upplösa denna grupp, medan andra drev den vidare i åtminstone ett decennium till. Bland dessa fanns bildkonstnärerna Jindřich Štyrský och Toyen tillsammans med teoretikern Karel Teige. 

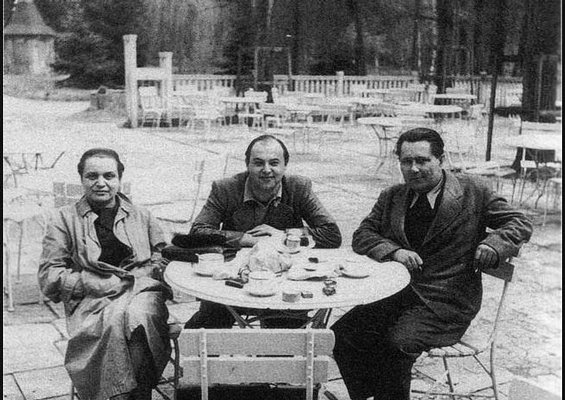
Foto från 1940 i Prag. Toyen till vänster tillsammans med Jindřich Heisler och Karel Teige.

Redan i mars 1939, ett halvår före andra världskrigets utbrott, tvingades den inhemska surrealismens utövande konstnärer och författare under jord vid det nazityska maktövertagandet av landet som en följd av Münchenöverenskommelsen. Surrealismens estetiska tankevärld betraktades av den kulturellt styrande och likriktande Reichskulturkammer som "urartad" till skillnad från nazistisk konst och nationalistisk litteratur präglad av Blut und Boden.

### Underjordisk existens
Efter införandet av de tre år gamla, tyska, rasistiska Nürnberglagarna i Tjeckoslovakien, som nu kallades för "protektoratet Böhmen-Mähren", höll sig Jindřich Heisler gömd i flera år i Prag, också på grund av sin judiska börd på svärdssidan. Vintern 1941–42 blev han upprepade gånger kallad av de tyska myndigheterna, att inställa sig för registrering som icke-arier på angiven tid och plats i Prag, men vägrade. En vän försåg honom med falska ID-handlingar. Bland dem som gömde honom fanns både Toyen och Karel Teige, liksom hans egen mor Vlasta Heislerová (född 1890) och sex år yngre syster Anna (född 1920). Systern skyddades i lag av ett så kallat blandäktenskap. En känd historia från 1942 handlar om hur polis genomförde en razzia i den byggnad där systern bodde och syskonparet stod på balkongen och lovade varandra att hoppa tillsammans om polisen tog sig in. Det är också känt att den tolv år äldre Toyen gömde honom i sitt badrum på Krásovagatan, och att det är hans skugga som avtecknas mot dörren i målningen Mýtus světla / Myten om ljuset från 1946.

### Verksamhet i det tysta
1939 gav Heisler ut sitt första diktverk, med fem teckningar av Toyen och omslag av Štyrský. Heisler tillägnade verket André Breton och tryckte 15 exemplar på tjeckiska och 40 exemplar på de nyetablerade makthavarnas språk tyska, Nur die Turmfalken brunzen ruhig auf die 10 Gebote. Samma år utgavs ytterligare ett samarbete mellan Heisler och bildkonstnären Toyen, Přízraky pouště, även i fransk översättning, Les Spectres du désert. De båda fortsatte sitt underjordiska samarbete och utgav verk utan angivelse av förlag eller plats som en del av en inrikes motståndsrörelse. Under denna period, redan 1940–41, började Heisler även skapa bilder, till en början ihop med Toyen och därefter på egen hand. Med hjälp av två yrkesfotografer och en bokbindare åstadkom de tillsammans den djupt originella boken Z kasemat spánku ["Ur sömnens kasematt"] (1941), i vilken Heislers maskinskrivna ord blandades med fotomontage och iscensatta situationer med hjälp av olika föremål. Efter den nazityska kapitulationen 1945 publicerades många av de verk och samarbeten som tidigare bara kunnat tryckas privat. En nyutgåva av Heislers poesi från 1940–41 till ett urval av Jindřich Štyrskýs oarrangerade fotografiska motiv från Prag och Paris åren 1934–35, Na jehlách těchto dní, utkom samma år som krigsslutet och var tillägnad Toyen. 1946 svarade Jindřich Heisler även för urvalet, när dikter av Paul Éluard utgavs i Tjeckoslovakien, med hjälp av ett dussintal översättare.

### Exil
I Prag 1947 deltog Jindřich Heisler både som poet och bildkonstnär i den VII Internationella surrealistutställningen. Han översatte även några av André Bretons texter. Samma år flyttade han tillsammans med Toyen till Paris, bort från en ny hotfull totalitarism i hemlandet, det vill säga efterkrigstidens stalinism. I januari 1948 utkom det första av fem nummer fram till april 1949 av tidskriften Néon, fyra sidor tryckta på dubbelsidigt tidningspapper, startad av Heisler (till en början med det "förfranskade" förnamnet Henri) tillsammans med författarämnet Sarane Alexandrian, bördig från Bagdad, och bildkonstnären Victor Brauner (1903–1966), ursprungligen från Kungariket Rumänien. Heisler låg därefter även bakom tidskriften Solution surréaliste, och medverkade i publikationer som La Nef och L’Âge du cinéma. 1952 gjorde Heisler och Georges Goldfayn en kortfilm ihop – som ännu tros ha förkommit – efter ett synopsis av poeten och skulptören Jean-Pierre Duprey.

### Död
Jindřich Heisler fick en hjärtattack och avled hastigt i början av januari 1953. Han begravdes på griftegården i Pantin utanför Paris. Runt kistan stod hans vänner, poeter och medlemmar av den franska surrealistkretsen, när Toyen lade "hans sönderlästa exemplar av Gaspard de la nuit i hans händer, innan kistlocket skruvades på". En gravplats uppläts med förbehåll för Jindřich Heisler i 30 år. Platsen har därefter, sedan 1984, använts för andra, och Heislers sista viloplats kan därför inte längre urskiljas.

### Kulturellt efterlevande
Samma år som Heisler avled utkom ett par volymer med hans poesi i fransk översättning, Les Spectres du désert i nyutgåva med bilder av Toyen och monografin Toyen, där hennes bildvärld beledsagades av hans texter tillsammans med André Bretons och Benjamin Pérets. Ett decennium senare beredde Jean-Louis Bédouin (1929–1996) plats för Jindřich Heislers poesi i sin antologi över "den surrealistiska poesin", La Poésie surréaliste (1964). I den återfinns en fransk översättning av dikten Schovej se, válko! där den gömde tycks ryta åt kriget att det ska gömma sig, Cache-toi guerre! skriven 1944 till en serie teckningar av Toyen. 1970 medverkade han med objets photographique (fotografiska föremål) i Riksutställningars internationellt präglade, svenska vandringsutställning Surrealism?. Tillsammans med Toyen och Štyrský representerade han där "den tjeckiska surrealistgruppen". 1977 utgavs en volym med Heislers poesi på originalspråk av förlaget ’68 Publishers i Toronto, vilket drevs av den tjeckiske exilförfattaren Josef Škvorecký och hans fru. En tyskspråkig antologi med "tjeckoslovakiska surrrealister", Aus den Kasematten des Schlafs, utkom 1980. Titeln till den lånades från ett underjordiskt samarbete mellan Heisler och Toyen från 1941, Z kasemat spánku. Det franska nationalmuseet för samtidskonst Centre Pompidou anordnade 1982 en utställning med arbeten av Toyen, Štyrský och Heisler. Det lilla surrealistiskt inriktade förlaget Edition Sirene i Västberlin publicerade 1984 en tolkningsvolym av poesin till Štyrskýs fotobok Na jehlách těchto dní, även den ursprungligen från 1941. Den mest omfattande samlingsutgåvan på tjeckiska av Heislers litterära – och bildkonstnärliga – verk utkom 1999 med den användbara titeln Z kasemat spánku. Filmregissören Jan Němec gjorde 2005 den dokumentära spelfilmen Toyen, som skildrar hennes relation med framför allt Heisler under och efter kriget. Den första retrospektiva separatutställningen av Heislers bildkonst ägde rum 2012 på Art Institute of Chicago, där 70 arbeten visades.

## Utgåvor av Heislers poesi och bildkonst
- Nur die Turmfalken brunzen ruhig auf die 10 Gebote / Jen poštolky chčí klidně na desatero, diktsamling med fem teckningar av Toyen och omslag av Jindřich Štyrský (privatutgåva, 1939; ny utgåva 1946)
- Přízraky pouště, dikt till bilder av Toyen (privatutgåva, 1939)
  - Les Spectres du désert (Paris: Editions surréalistes / Albert Skira, 1939)
  - En nyutgåva i tolkning av Benjamin Péret och Heisler (Paris: Arcanes, 1953)
- Střelnice, dikt till tolv teckningar av Toyen (1939–40), typografiskt redigerad av Karel Teige (Prag: František Borový, 1946)
- Z kasemat spánku, med Toyen (privatutgåva, 1941)
- Na jehlách těchto dní, dikter till en fotobok av Jindřich Štyrský (1941; publicerad i Prag: František Borový, 1945)
  - Auf den Nadeln dieser Tage, en tyskspråkig utgåva (Berlin: Edition Sirene, 1984)
  - On the Needles of These Days, en engelskspråkig översättning (Edition Sirene, 1984)[25]
- Schovej se, válko!, dikt till tolv teckningar av Toyen (1944), förord av Karel Teige (Prag: František Borový, 1946)
- Toyen, en monografi med texter av Heisler tillsammans med André Breton och Benjamin Péret (Paris: Sokolova, 1953)[26]
- Aniž by nastal viditelný pohyb, ett dikturval (Toronto: ’68 Publishers, 1977)
- Z kasemat spánku (Prag: Torst, 1999)

### Antologimedverkan
- La Poésie surréaliste, urval av Jean-Louis Bédouin (Paris: Seghers, 1964)
- Aus den Kasematten des Schlafs. Tschechoslowakische Surrealisten, till tyska av Milan Nápravník och Heribert Becker. (München: Heyne, 1980)
- Le Surréalisme en Tchécoslovaquie. Choix de textes (1934-1968), urval och tolkning till franska av Petr Král (Paris: Gallimard, 1983)

### Svensk utställningskatalog
- Foto-objekt 1943 / Objet photographique, s 43 i katalogen till vandringsutställningen Surrealism?, redigerad av Ragnar von Holten och José Pierre, Riksutställningar/nr 125 (1970)
- Foto-objekt, 1944 / Frontispice pour 'La Philosophie dans la Boudoir', de Sade, s 47 (samma katalog)[27]

## Monografi
- Jindřich Tolman / Matthew S. Witkovsky: Jindřich Heisler : surrealism under pressure, 1938-1953, 144 s. (Chicago : Art Institute of Chicago / Yale University Press, 2012)